# (36096) 1999 RU110
1999 أر يو 110 (ويعرف أيضًا باسم (36096) 1999 أر يو 110 وفق تسمية الكوكب الصغير) (بالإنجليزية: 1999 RU110)‏ هو كويكب ضمن حزام الكويكبات؛ وترتيبه 36096 من حيث الاكتشاف.
اكتُشف هذا الجُرم الفلكي بواسطة بحث لنكولن عن الكويكبات القريبة من الأرض في 8 سبتمبر 1999.

## وصلات خارجية
- (36096) 1999 RU110 في قاعدة بيانات مختبر الدفع النفاث لأجرام النظام الشمسي الصغيرة

- الاكتشاف · مخطط المدار ·  العناصر المدارية · المعلمات المادية

- (36096) 1999 RU110 على موقع ويكي سكاي: DSS2, SDSS, GALEX, IRAS, Hydrogen α, X-Ray, Astrophoto, Sky Map, Articles and images